# Bazilika Marije Pomagaj, Brezje
Bazilika Marije Pomagaj, imenovana tudi Slovensko (Marijino) narodno svetišče, je glavno romarsko središče v Sloveniji. Njen uradni status je narodno romarsko središče in škofijsko romarsko središče Nadškofije Ljubljana. Stoji na Brezjah v Občini Radovljica, tik ob gorenjski avtocesti. Je ena izmed dveh bazilik v ljubljanski nadškofiji (druga je Bazilika Žalostne Matere Božje, Stična). Odkar jo je leta 1999 Slovenska škofovska konferenca razglasila za narodno romarsko središče, je neposredno podrejena Nadškofiji Ljubljana, pred tem pa je bila podružnična cerkev Župnije Mošnje. Hkrati služi tudi kot samostanska cerkev Frančiškanskega samostana Brezje, ki je bil tik ob njej zgrajen leta 1898. Na leto jo obišče okoli 400.000 ljudi, od leta 1800 naj bi jo skupno obiskalo več kot 13 milijonov vernikov. Glavni romarski shod je 24. maja, na praznik Marije Pomočnice kristjanov, zelo obiskana shoda pa sta tudi vsakoletno junijsko romanje bolnikov, invalidov in ostarelih ter praznik Marijinega vnebovzetja 15. avgusta.
Glavni oltar je posvečen svetemu Vidu. Oltar z znamenito sliko Marije Pomagaj, po kateri se bazilika imenuje, je v stranski kapeli Marije Pomagaj spredaj na desni strani. Posebnost te kapele je, da gre za kapelo v kapeli, saj večja pokriva manjšo, ki je popolnoma samostojen arhitekturni objekt, podobno kot v Italiji Porciunkula v Baziliki Marije Angelske (Basilica di Santa Maria degli Angeli) v Assisiju.

## Zgodovina

### Cerkev sv. Vida
Cerkev sv. Vida na Brezjah je obstojala že vsaj v 15. stoletju. Bila je podružnica Župnije Mošnje. Maše v njej so bile trikrat na leto. Imela je eno ladjo in samo glavni oltar. Sredi 17. stoletja so ji prizidali prezbiterij, v drugi polovici tega stoletja pa še kapelo živinskega zavetnika svetega Antona Puščavnika (ob vizitaciji leta 1685 je že stala). Kot poroča frančiškan Henrik Damiš (1883–1957), je bila cerkev konec 18. stoletja potreba temeljite obnove. Tako so med letoma 1794 in 1798 obnovili glavni oltar in vanj postavili novo sliko svetega Vida, ki jo je naslikal kranjski slikar Leopold Layer.
Leta 1796 je prišel v Mošnje za župnika Urban Ažbe. Ažbe je v letih 1776–1779 študiral na Univerzi v Innsbrucku na Tirolskem, kjer je doktoriral iz teologije. V tamkajšnji Stolnici sv. Jakoba se je seznanil z milostno podobo Marije Pomagaj (de), ki je bila takrat že zelo priznana in po Evropi razširjena Marijina podoba, h kateri so se verniki radi priporočali. V Mošnjah se je naposled odločil, da bi tako podobo oskrbel tudi za svojo župnijo. Tako je pri Layerju naročil kopijo, k brezjanski cerkvi pa dal prizidati stransko kapelo, v kateri naj bi slika domovala. Kapela je bila zgrajena leta 1800, kljub temu pa letnica nastanka slike ostaja neznana. Domneva se, da je nastala ob istem času. Slika je imela preprost lesen okvir, ob njej pa so na oltarju stali še kipi Marijinih staršev svetega Joahima in svete Ane ter svetega Valentina in Roka.
Ko so se v letih 1863 in 1864 zgodile tri očitne ozdravitve, so romanja začela postajati množična. Leta 1866 so župljani že naslovili prošnjo na škofijo, da bi uradno priznala romarsko središče, vendar je bila prošnja razrešena neugodno. Kljub temu se je škofija odločila, da namesti v Mošnjah kaplana, čigar naloga bo skrb za romarje. Romanja je olajšala izgradnja železniške proge Ljubljana–Trbiž, ki je bila dokončana leta 1870. 4. septembra 1876 je Brezje obiskal sekavski škof Johann Baptist Zwerger, pri čemer je spričo ogromne množice, ki ni mogla v cerkev, predlagal povečavo le-te. Zaradi številnih gostujočih duhovnikov so najprej samo nadzidali cerkovnikovo hišo.

### Sedanja cerkev in samostan
Projekta izgradnje nove cerkve  sv. Vida se je lotil mošenjski župnik Franc Kumer. Graškemu arhitektu Robertu Mikovicsu je zaupal izdelavo načrtov, te pa je potem 6. decembra 1887 predložil ljubljanski škofiji, ki jih je tudi odobrila. Nato je šel na Dunaj, da jih odobri še vlada, kar se je zgodilo že 27. januarja 1888. Nekaj časa je preteklo še za iskanje gradbenika. Izbran je bil Franc Faleschini iz Ljubljane. Tako je ljubljanski škof Jakob Missia 9. oktobra 1889 blagoslovil temeljni kamen, s čimer se je gradnja začela. Dogovorjeno je bilo, da bo kapela Marije Pomagaj ostala nedotaknjena in da jo bodo samo obdali z novo kapelo, ki bo dobila kupolo.
Istočasno z gradnjo nove je potekalo postopno rušenje stare cerkve. Leta 1892 je bil porušen še njen zadnji preostanek. Dve leti zatem je nova cerkev že bila dograjena in 30. julija 1894 jo je blagoslovil radovljiški dekan Jožef Razboršek. Romanja so vse bolj presegala zmožnosti mošenjskega župnika in kaplana, zato so hodili romarje oskrbovat tudi razni upokojeni duhovniki in patri frančiškani iz Ljubljane. Naslednja prelomnica se je zgodila, ko je Ljubljančanka Frančiška Ovijač v svoji oporoki namenila sredstva za gradnjo samostana na Brezjah. Tako so 5. septembra 1897 položili temeljni kamen še za samostan. Pol leta zatem je ljubljanski škofovski sedež zasedel Anton Bonaventura Jeglič in že oktobra tega leta frančiškanom izročil v skrb cerkev sv. Vida. 7. oktobra 1900 je cerkev v navzočnosti škofov Jegliča in Jakoba Trobca, slovenskega škofa v Ameriki, ter množice vernikov posvetil Jakob Missia – tokrat kardinal in goriški nadškof.
1. septembra 1907 je bilo slovesno kronanje milostne podobe. Leta 1911 je cerkev dobila nove orgle z 32 registri, ki jih je izdelal mojster Anton Dernič iz Lancovega pri Radovljici. Sledila je prva svetovna vojna, ki je pobrala tri od štirih zvonov. Te so leta 1918 začasno nadomestili z jeklenimi, leta 1932 pa z novimi bronastimi. V letih 1937–1938 je Zveza bojevnikov iz prve svetovne svetovne vojne po načrtu Jožeta Plečnika uredila prostor pred cerkvijo. Leta 1941 je sledila nemška okupacija in že 23. aprila je nova oblast prepovedala v cerkvi bogoslužje, frančiškane pa izgnala. Ti so se na Brezje vrnili po vojni. Leta 1968 so dali frančiškani orgle prenoviti. Delo je opravil mojster Franc Jenko, pri čemer je mehanični sistem spremenil v pnevmatičnega in povečal število registrov na 47. 26. januarja 1971 je cerkev obiskal argentinski jezuit Jorge Mario Bergoglio, kasnejši papež Frančišek. V letu 1973/74, ko je bil na Brezjah predstojnik in rektor svetišča p. Konstantin Urankar, je potekala prenova prezbiterija Marijinega svetišča, v luči 2. vatikanskega koncila. Prenovo je načrtoval in vodil arhitekt, profesor Tone Bitenc. Obnovitvena dela so obsegala tudi pozlato kapitlov in dekorativnih letev v cerkveni ladji. Zamisel p. Konstantina Urankarja o prenovi kapele Brezjanske Marije sta podprla tudi arhitekt profesor Bitenc in pater dr. Roman Tominec, profesor umetnostne zgodovine na Teološki fakulteti. Predvidena je bila rekonstrukcija prezračevanja, ki sta jo poleg prof .Bitenca načrtovala in končala arhitekta Jože Kregar in Emil Fijavž ter nov okvir za Layerjevo sliko Marije Pomagaj. Naročilo za svobodno načrtovanje in izdelavo oltarnega okvirja je dobil znani rezbar Maks Bergant (1912-1996) iz Kamnika. Po odobritvi predvidenih del s strani nadškofijskega umetnostnega sveta, so stekla dela in 1977 sta bila končana rekonstrukcija kapele in nov oltarni okvir – rezbarska umetnina v sedanjem izgledu.

### Bazilika in narodno romarsko središče
5. oktobra 1988 je papež Janez Pavel II. cerkev razglasil za baziliko (basilica minor). 17. maja 1996 jo je ob svojem prvem uradnem obisku v Sloveniji tudi obiskal in v njej molil. Ob tej priložnosti je v knjigo gostov zapisal: »Marija, pomagaj! Janez Pavel II.« 7. septembra 1999 je Slovenska škofovska konferenca baziliko razglasila za slovensko narodno romarsko središče, slovesna razglasitev pa je bila 1. januarja 2000. Za romarje so frančiškani maja 2009 odprli Romarski urad. Leta 2016 so v prostorih samostana odprli še Muzej Jaslic. Tu ima svoj sedež tudi Frančiškanski Marijanski center.

## Opis
Cerkev je po zunanji obliki triladijska bazilika, vendar ima v notranjosti obe stranski ladji po dvakrat pregrajeni, zaradi česar ima cerkev šest stranskih kapel. Pročelje cerkve je delo arhitekta Ivana Vurnika iz Radovljice. Med bogato okrasje spadajo rozeta, mozaični napisi in drugi vzorci. Vhodna vrata je izdelal rezbar Janez Resman iz Gorice pri Radovljici. Na njih je upodobil starozavezne preroke, ki so napovedovali Marijino rojstvo: Mojzes, David in Izaija, ter starozavezne žene, ki predstavljajo Marijino predpodobo: Sara, Rahela in Judita.
Notranjost je neorenesančna arhitektura. Na glavnem oltarju, ki je narejen iz belega marmorja, domuje sveti Vid, ki je še sedaj zavetnik cerkve. Njegova podoba je narejena po sliki nemškega slikarja Matthäusa Schiestla. Stranske oltarje so izdelali Janez Vurnik, Jožef Pavlin, Ivan Grohar in Ivan Vavpotič.
Kapela Marije Pomagaj je bila predvidena za obnovo že pred drugo svetovno vojno, vendar je načrt, ki ga je pripravil Janko Omahen, med vojno izginil. Po vojni je naredil nov načrt, ki je bil realiziran leta 1954. Oltar je 8. decembra tega leta blagoslovil pomožni škof Anton Vovk. Narejen je iz belega kararskega marmorja. Na njegovi sprednji strani je vklesan latinski napis, ki se v prevodu glasi: »Krasni oltar je premilostni Kraljici posvetil ljubljanski škof Anton Ribičev«. Tlak je iz bosanskega granita, stene pa so obložene z istrskim marmorjem. Strop je za dober meter višji od prejšnjega, pravtako pa je preluknjan zaradi boljšega prezračevanja. Izvirne Layerjeve freske so bile zaradi dima mnogih sveč in kadila, izredno soparnega zraka ob velikem navalu romarjev in večkratnega čiščenja docela zabrisane.
Pred cerkvijo se nahaja Kapela sv. Frančiška Asiškega, postavljena leta 1967 ob 60. letnici kronanja podobe. Zgrajena je v slogu slovenske planinske koče po načrtih Ivana Vurnika. Oltarno sliko je naredil Lojze Perko. 2. septembra 1967 jo je blagoslovil nadškof Jožef Pogačnik. Uporablja se predvsem za obhajanje zunanjih slovesnosti, ko zaradi prevelikega števila romarji ne morejo v baziliko. V neposredni bližini bazilike stoji še bronasti kip Janeza Pavla II.